# نابارورسازی تخم غاز

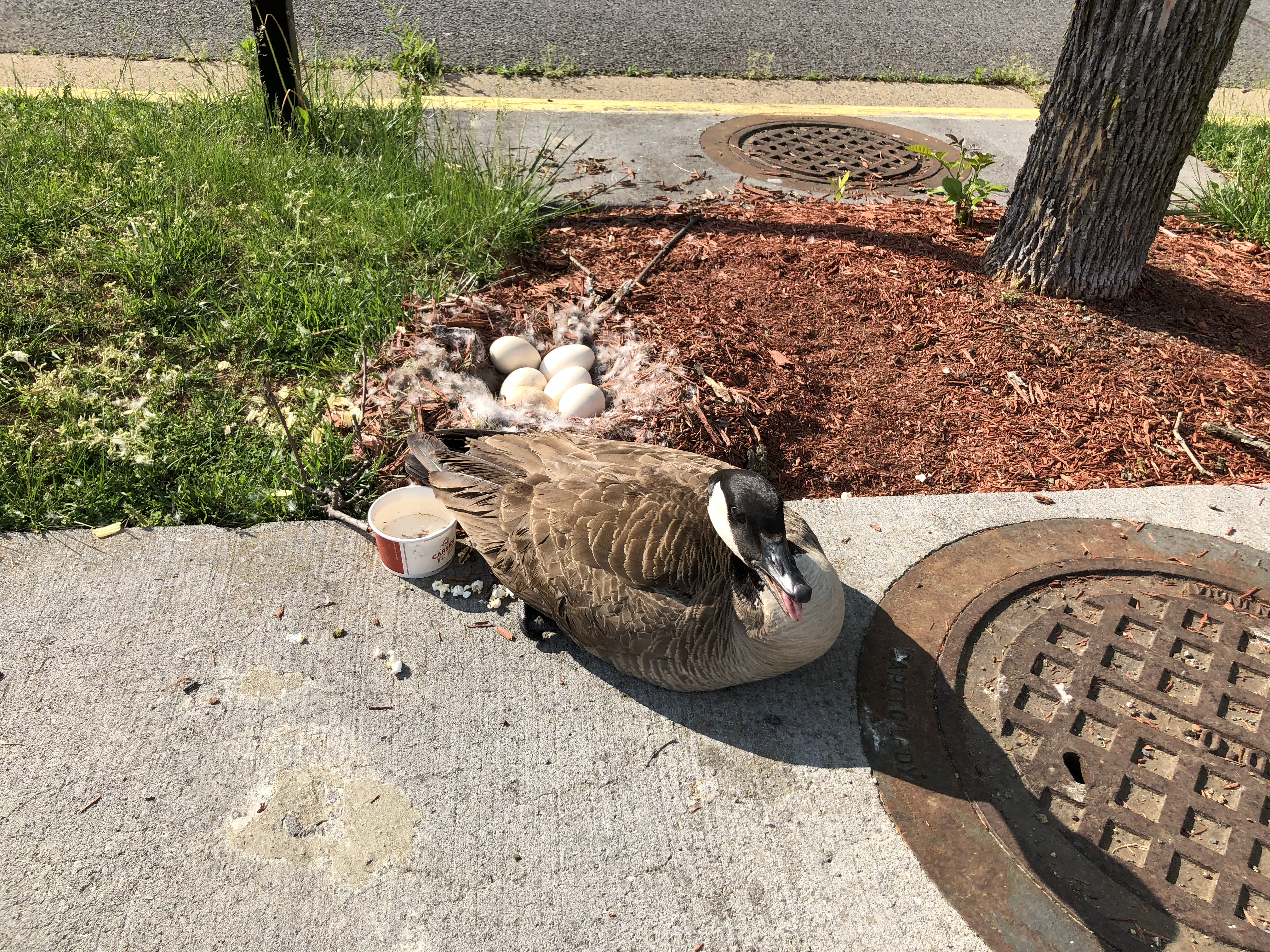
یک غاز کانادایی که از تخم‌هایش در پارکینگ Applebee در ویرجینیا محافظت می‌کند.

نابارورسازی تخم غاز (به انگلیسی: Goose egg addling) یک روش مدیریت حیات وحش برای کنترل جمعیت غازهای کانادایی و دیگر گونه‌های پرندگان است. فرایند نابارورسازی شامل برداشتن موقتی تخم‌های بارورشده از لانه، آزمایش برای رشد جنین، پایان دادن به رشد جنین و قرار دادن دوباره تخم در لانه است. بازگرداندن تخم به لانه، غاز را گمراه می‌کند که تخم هنوز در حال رشد است. در غیر این صورت، غاز دوباره تخم‌گذاری را آغاز می‌کرد.

## اجرای عمده
نابارورسازی تخم غاز عمدتاً پس از سقوط هواپیمای پرواز 1549 US Airways در ۱۵ ژانویه ۲۰۰۹ مورد استفاده قرار گرفت. پس از بررسی مقامات، که مشخص شد سقوط هواپیما ناشی از برخورد پرنده غازهای کانادایی بوده‌است، برای جلوگیری از وقوع هرگونه حادثه مشابه، تخمین زده شده‌است که ۱۷۳۹ تخم غاز با روغن پوشانده شد.